# Simón Bustamante
Simón Bustamante Vera (16 de febrero de 1951, Jipijapa, Ecuador) es un político ecuatoriano que ocupó el puesto de diputado en el Congreso Nacional por más de 18 años, además de haber sido el líder máximo del Partido Social Cristiano en la provincia de Manabí.

## Biografía
Nació en Jipijapa, provincia de Manabí, el 16 de febrero de 1951. Realizó sus estudios secundarios en el Colegio Nacional Alejo Lascano y los superiores en la Universidad Técnica de Manabí. Desde su época universitaria ocupó puestos en organismos de dirigencia estudiantil, lo que lo llevó a afiliarse a la Democracia Popular al graduarse de ingeniero agrónomo. Su primer cargo público fue como técnico del Programa Nacional de Café en Quinindé, provincia de Esmeraldas. Posteriormente fue nombrado director nacional del proyecto, durante el gobierno de Osvaldo Hurtado Larrea.
En las elecciones legislativas de 1984 fue elegido diputado en representación de la provincia de Manabí por la Democracia Popular, pero al poco tiempo se desafilió y se unió al Partido Social Cristiano (PSC). En 1986 fue nombrado gobernador de la provincia de Manabí durante el gobierno socialcristiano de León Febres-Cordero Rivadeneyra. En las elecciones legislativas de 1990 volvió a ganar una curul como diputado provincial.
En 1992 fue reelecto legislador por el PSC, aunque en esta ocasión como diputado nacional. Fue reelegido al cargo en las elecciones de 1996 y de 1998, y luego como diputado provincial de Manabí en 2002. Meses antes de terminar su último periodo fue objeto de denuncias por parte del diputado Tito Mendoza, antiguo miembro del PSC, quien aseguraba que Bustamante habría estado involucrado en presuntas irregularidades en la entrega de asignaciones especiales en el Ministerio de Economía.
En las elecciones legislativas de 2006 intentó infructuosamente ser reelegido como diputado. Desde entonces sigue ocupando la dirigencia provincial del Partido Social Cristiano.